# Tour de Flandes 2001
L'edició del 2001 de la clàssica ciclista Tour de Flandes es disputà el 8 d'abril del 2001. L'italià Gianluca Bortolami ser el més ràpid d'un grup de vuit homes, que no contenia cap dels favorits per guanyar la cursa. Bortolami també es va vestir de líder de la Copa del món UCI després de guanyar la cursa.

## Classificació General

### 08-04-2001: Bruges-Meerbeke, 269 km
|    | Ciclista           | Equip                        | Temps     |
| -- | ------------------ | ---------------------------- | --------- |
| 1  | Gianluca Bortolami | Tacconi Sport-Vini Caldirola | 6h 10'23" |
| 2  | Erik Dekker        | Rabobank                     | m. t.     |
| 3  | Denis Zanette      | Liquigas-Pata                | m. t.     |
| 4  | Rolf Sørensen      | CSC-World Online             | m. t.     |
| 5  | Daniele Nardello   | Mapei-Quick Step             | m. t.     |
| 6  | Chris Peers        | Cofidis                      | m. t.     |
| 7  | Max Sciandri       | Lampre-Daikin                | m. t.     |
| 8  | Ludo Dierckxsens   | Lampre-Daikin                | m. t.     |
| 9  | Andrei Txmil       | Lotto-Adecco                 | + 19"     |
| 10 | Romāns Vainšteins  | Domo-Farm Frites             | m. t.     |